# Коростовцев, Михаил Александрович
Михаи́л Алекса́ндрович Коросто́вцев (10 (23) апреля 1900, с. Поповка, Павлоградский уезд, Екатеринославская губерния — 12 октября 1980, Москва) — советский египтолог, историк Древнего Востока, действительный член АН СССР по Отделению истории (1974).

## Краткая биография
Окончил 6-ю Тифлисскую гимназию в 1919 году. В гимназические годы переписывался с известным египтологом академиком Б. А. Тураевым. В 1920—1922 годах учился в Политехническом институте в Тифлисе. Был призван в Красную Армию и прослужил там до 1924 года. Затем служил в торговом флоте. В 1929 году вступил в ряды Коммунистической партии.
В 1934 году окончил заочно исторический факультет Азербайджанского университета. В 1935 был приглашён академиком В. В. Струве на научную работу в Институт востоковедения. Защитил кандидатскую диссертацию «Рабство в Египте в эпоху XVI династии» (1939); в 1943 году — докторскую диссертацию «Письмо и язык древнего Египта. (Опыт культурно-исторического исследования)». С 1943 года — учёный секретарь Института истории АН СССР в Москве, с 1944 года — профессор.
В 1944 направлен в Египет в качестве корреспондента ТАСС и представителя АН СССР по гуманитарным наукам. За попытку бежать в Англию был арестован 19 августа 1947 и доставлен в СССР; 29 мая 1948 года осуждён по ст. 58-1а УК РСФСР на 25 лет исправительно-трудовых лагерей. Досрочно освобождён после пересмотра дела (20 января 1955). Работал старшим научным сотрудником ИВ АН СССР (Москва); с 1965 года заведовал отделом Древнего Востока. С 1974 года — действительный член АН СССР по Отделению истории (история зарубежного Востока). Почётный член Французского египтологического общества и Египтологического института в Праге.
Умер в Москве, похоронен на Новом Донском кладбище, рядом с Общей могилой жертв репрессий № 3.

Могила М. А. Коростовцева

## Награды
- Орден Дружбы народов (22.04.1980)[2]
- Орден «Знак Почёта»

## Основные работы
Автор более 200 научных публикаций.
- Путешествие Ун-Амуна в Библ. Египетский иератический папирус № 120 ГМИИ им. А. С. Пушкина в Москв / Пер. М. А. Коростовцева. — М.: ИВЛ, 1960. — 134 с. — (Памятники литературы народов Востока. Тексты. Большая серия).
- Египетский язык. — М.: ИВЛ, 1961. — 103 с. — (Языки зарубежного Востока и Африки).
- Писцы древнего Египта. М.: ИВЛ, 1962. 174 с. (2-е изд., доп.: СПб: Журнал «Нева»; Летний сад, 2001. 368 с.)
- Иератический папирус № 127 из собрания ГМИИ им. А. С. Пушкина / М. А. Коростовцев. — М.: ИВЛ, 1961. — 72 с.
- Введение в египетскую филологию. М., 1963. 280 с.
- Grammaire du neoegyptien. М., 1973. 502 с.
- Религия древнего Египта. М.: Наука, 1976. 336 с. (2-е изд.: СПб.: Летний сад, 2001.)
- Повесть Петеисе III. Древнеегипетская проза / Пер. М. А. Коростовцева. М.: Художественная литература, 1978. 304 с.